# I Szojon (űrhajós)
I Szojon (Kvangdzsu, 1978. június 2. –) dél-koreai mérnök űrhajósnő. Az első koreai űrhajósnő, és a második ázsiai.

## Életpálya
Főiskolai és egyetemi tanulmányainak középpontjában a mérnöki ismeretek voltak. Repülésének idején, távollétében a műszaki tudományok doktora lett. 2006. december 15-től részesült űrhajóskiképzésben. 18 tudományos kísérletet hajtott végre. Összesen 10 napot, 21 órát és 13 percet töltött a világűrben. Űrhajós pályafutását 2008. április 19-én fejezte be.

## Űrrepülések
- Szojuz TMA–12 speciális kutatóűrhajós-nő. Tartalék párja Ko Szan kiképzett űrhajós volt.
- Szojuz TMA–11 fedélzetén tért vissza a Földre.